# イミシュ
イミシュは、マヤ文明で使われていたツォルキン（暦）の第1番目の日。キチェ語でImox。水、海、不安、狂気、争い、生産、頭脳の象徴。
- 関連色：黄色、緑、水色

- 解釈：宇宙における隠れた力の象徴。狂気のうちに発現する。自然の力が危険なものに変わる日であり、同時に無秩序に調和をもたらす秩序が現れる日でもある。Imoxはあらゆる隠匿・秘密の名前。同時に、左手も意味し、その使命は右手を助けて世界や人類の発展に貢献すること。

- 長所：生産者、創造的、芸術家、勤勉、熟考家、手工芸の技能

- 短所：不確実、暴力的、優柔不断、無秩序、不信、愚かさ、遅さ

- 健康：この日生まれの人の健康は、気質の変化に左右される。コントロールを失い、何をすべきで何を求めるべきかわからないという不安定な状況に陥る。狂気、理性的判断力の喪失につながる可能性がある。

- 祭事：この日の祭事は、負の負担を強いられている人を助け、救済を実現し、母なる大地への奉納のために行われる。また、川や井戸、池が涸れないよう雨乞いをするのに適した日である。